# Stanton Wooster
Stanton Hall Wooster, död 26 april 1927, var en amerikansk militärflygare.
Wooster studerade vid Yale University, han utexaminerades från Naval Academy 1917. Han fick sin flygutbildning vid NAS i Pensacola där han godkändes som militärpilot 1920. Efter att han varit verksam som flygare vid olika militära enheter placerades han i september 1924 vid Bureau of Aeronautics. Där blev hans arbetsuppgift att bistå Noel Davis i planeringen av en flygning över Atlanten. 

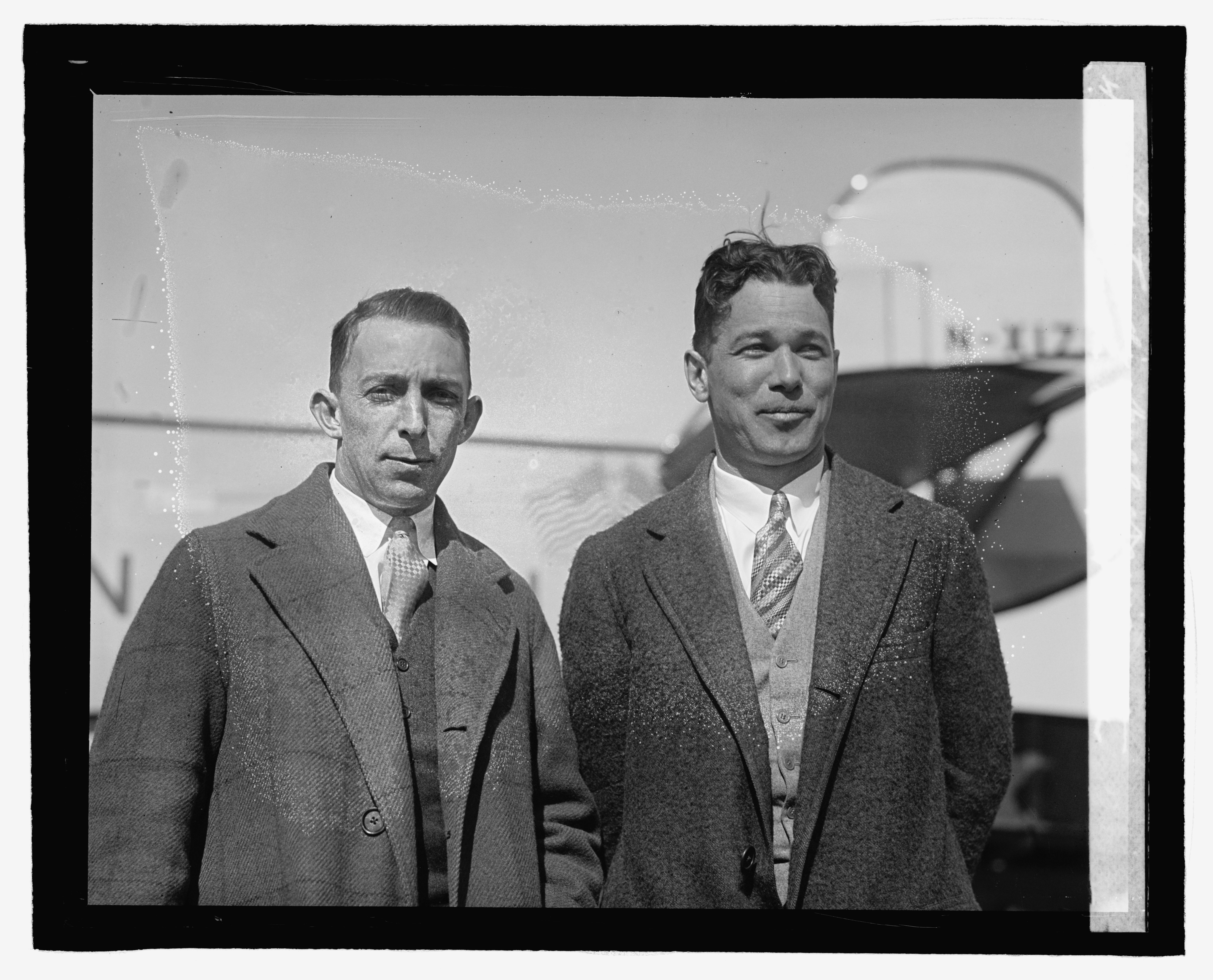

Wooster kom med några egna förslag som han ansåg borde införas i planerna för att leda till framgång, bland annat ansåg han att träpropellrarna borde ersättas av metall. Både Wooster och Davis övervakade tillverkningen av flygplanet i Bristol Pennsylvania när flygplanet var färdigt genomförde de testflygningarna tillsammans.
Flygplanet ett Keystone Pathfinder specialmodifierades med flera extratankar för bränsle för kunna genomföra flygningen utan mellanlandning. De tre Wright J-5 Whirlwind motorerna gav tillsammans 660 hk, och även om en motor slutade att fungera skulle flygplanet kunna hålla sig i luften på två motorer. Flygplanet döptes till American Legion och flögs över till Langley Field där man utrustade det inför flygningen.  
26 april 1927 var tanken att man skulle provflyga flygplanet med full last för första gången. Wooster satt på förarplatsen medan Davis instruerade markpersonalen att ställa sig längs banan för att avgöra hur lång startsträckan var. Davis förenade sig med Wooster i förarkabinen, efter att man genomgått checklistan släppte man bromsarna och drog på gas längs fältet. Flygplanet behövde hela fältet för att kunna lätta och klarade med en hårsmån några träd i banans förlängning. Från luftskeppshangaren på Langley Field såg markpersonalen hur Wooster flög lågt över marken ut mot Back River. Man såg hur flygplanet råkade i svårigheter, men piloterna lyckades rätta upp flygplanet med en mindre höjdförlust. Wooster svängde åter mot fältet för att genomföra en landning men då höjden bara var runt 20 meter kom man inte att klara trädtopparna i banänden. Wooster och Davis beslutade sig för att nödlanda på strandbanken till Back River, det högra hjulet tog i marken först, sedan stjärten och flygplanskroppen. Flygplanet gled längs marken, landstället bröts först bort, sedan propellrarna och ena vingen. Slutligen slog man i nosen och motorn slets loss från sin infästning och trycktes in i förarkabinen, där Wooster och Davis klämdes till döds.   
Wooster begravdes med militära hedersbetygelser på Arlington Cemetery.